# سیارک ۲۰۶۱۶
سیارک ۲۰۶۱۶ (به انگلیسی: 20616 Zeeshansayed، نامگذاری:1999SH6) بیست هزار و ششصد و شانزدهمین سیارک کشف شده‌است که در ۳۰ سپتامبر ۱۹۹۹ کشف شد.
قدر مطلق سیارک برابر ۱۴.۸ است.